# Jefferson Qian
Qian Zhenghao chinois :  正 昊 , né le 5 janvier 2001, est également connu sous le nom de Jefferson Qian , c' est un chanteur, danseur, rappeur, auteur-compositeur et compositeur chinois. Il est devenu populaire lors de sa participation à l'émission de survie Idol Producer , où il s'est classé 11e, ainsi que pour sa participation à Singer 2019.

## Jeunesse
Qian Zhenghao a grandi à Shanghai, en Chine chez ses parents. Il a fréquenté une école privée qui à l'âge de treize ans, l'incita a participer à la saison 2 de l'émission de chant pour enfants  "New Voice Generation". Par la suite il fut invité chaque année à se rendre dans un studio pour y enregistrer un album.

## Carrière

### 2014
Après avoir participé à la saison 2 de la nouvelle génération de voix en Chine , Qian Zhenghao devint l'élève de la chanteuse Shang Wenjie, une éminente représentante de la mandopop chinoise. Qian a joué dans plusieurs spectacles il interpréta le rôle de " The Monster " avec Shang et celui de " Angel " avec Shila Amzah.

### 2015
Jefferson Qian a signé cette année là, un contrat de stagiaire chez l'éditeur Younger Culture. De ce fait, il s'est rendu en Corée du Sud pour approfondir sa formation, en participant  avec d'autres stagiaires à de nombreuses prestations et de nombreux spectacles 

### 2018
En janvier 2018, il a  postulé à l'émission de télé réalité "Idol Producer", et sa première prestation fut la reprise de " City of Stars ", avec laquelle il impressionna les juges avec ses compétences vocales. Il a terminé le spectacle à la onzième place, à deux places du groupe final
En août 2018, Qian Zhenghao a publié son premier EP , My Art 0.5 . Il a également participé à l'album Unsolvable Problem (无 解题), un autre candidat du producteur Idol , Zhou Rui , où il a figuré sur la chanson "I'll Never",
En décembre 2018, il a été admis au Berklee College of Music.

### 2019
En janvier, Jefferson Qian  entame une carrière d'artiste solo. Il a été choisi second "Chanteur recommandé par le National", puis confronté aux finalistes des super-vocaux lors de la deuxième confrontation préalable au défi de l'émission musicale Singer 2019. Il a été éliminé dans le défi imitation, mais il est revenu pour une performance finale.

## "Je suis un chanteur"
En 2019, Jefferson Qian a participé au premier tour de la septième saison de Singer (émission de télévision) :" Je suis un chanteur " organisé par Hunan Satellite TV 
| Year | Chaîne de télévision | Titre anglais    | Rôle             |
| ---- | -------------------- | ---------------- | ---------------- |
| 2010 | Taiwan Television    | Zhong Wu Yen     | Street Performer |
| 2013 | Taiwan Television    | Love Around      | Peter            |
| 2015 | Taiwan Television    | Someone Like You | Gu Long          |
| 2015 | Taiwan Television    | Bromance         | Wei Qingyang     |

### Saison 7 (2019)
La saison a débuté le 11 janvier 2019, et se conclut le 12 avril 2019.
| Nationalité | Artiste              | Occupation                                                                         | Arrivée    | Départ     | Statut     |
| ----------- | -------------------- | ---------------------------------------------------------------------------------- | ---------- | ---------- | ---------- |
| Chine       | Liu Huan             | Chanteur anciennement dans The Voice of China et interprète de l'hymne des JO 2008 | Semaine 1  | Semaine 13 | Vainqueur  |
| Taïwan      | Wu Tsing-Fong        | Vocaliste                                                                          | Semaine 1  | Semaine 13 | Deuxième   |
| Chine       | Super-vocal finalist | Boys band                                                                          | Semaine 5  | Semaine 13 | Troisième  |
| Chine       | Yang Kun             | Chanteur anciennement dans The Voice of China et interprète de l'hymne des JO 2008 | Semaine 1  | Semaine 13 | Quatrième  |
| Taïwan      | Chyi Yu              | Chanteuse                                                                          | Semaine 1  | Semaine 12 | Cinquième  |
| Russie      | Polina Gagarina      | Chanteuse arrivé 2e au concours de l'Eurovision 2015 et ancienne coach de Golos    | Semaine 4  | Semaine 12 | sixième    |
| Chine       | Gong Linna           | Chanteuse                                                                          | Semaine 10 | Semaine 12 | septième   |
| Chine       | Chen Chusheng        | Chanteur ayant remporté Super Boy 2007                                             | Semaine 11 | Semaine 12 | Éliminé    |
| Hong Kong   | Angela Hui           | Chanteuse                                                                          | Semaine 8  | Semaine 9  | Éliminée   |
| Taïwan      | Bii                  | Chanteur, compositeur et acteur                                                    | Semaine 8  | Semaine 8  | Non choisi |
| Taïwan      | Faith Yang           | Musicienne                                                                         | Semaine 7  | Semaine 7  | Éliminée   |
| Bulgarie    | Kristian Kostov      | Chanteur arrivé 2e au concours de l'Eurovision 2017                                | Semaine 1  | Semaine 6  | Éliminé    |
| Chine       | ANU                  | Groupe                                                                             | Semaine 2  | Semaine 5  | Éliminés   |
| Chine       | Jefferson Qian       | Chanteur                                                                           | Semaine 5  | Semaine 5  | Non choisi |
| Chine       | Zhang Xin            | Chanteuse                                                                          | Semaine 1  | Semaine 3  | Éliminée   |
| Chine       | Liu Yuning           | Chanteur membre des Modern Brothers et acteur                                      | Semaine 2  | Semaine 2  | Non choisi |
| Chine       | Escape Plan          | Chanteur de rock                                                                   | Semaine 1  | Semaine 2  | Éliminés   |

## Discographie

### EPs
| Année | Titre de la chanson                      | Titre EP   | Ref. |
| ----- | ---------------------------------------- | ---------- | ---- |
| 2018  | "Vivant"                                 | MY ART 0.5 | .    |
| 2018  | "chinois : 触摸未来 (Toucher le futur)"  | MY ART 0.5 | .    |
| 2018  | " chinois : 独特存在 (Existence unique)" | MY ART 0.5 | .    |